# Де Робек, Джон
Джон Де Робек (англ. Sir John de Robeck; 10 июня 1862 — 20 января 1928) — британский адмирал флота.

## Биография
Де Робек родился в Нейсе, в графстве Килдэр в Ирландии. Его предки были выходцами из Швеции, которые переехали жить в Ирландию. Де Робек поступил на службу в Королевские ВМС в 1875 году. 
Накануне Первой мировой войны Де Робек командовал 9-й крейсерской эскадрой. 
В 1915 году после начала Дарданелльской операции, Де Робек был направлен в Галлиполи для командования союзной эскадрой. Первоначально союзные военно-морские силы у Дарданелл возглавлял адмирал Сэквилл Карден, однако в марте 1915 года его сменил Де Робек. Под его руководством союзный флот неудачно атаковал Дарданеллы 18 марта. Прорваться через Дарданеллы союзникам так и не удалось, их потери составили 5 кораблей.
После этого основная роль в Дарданелльской операции перешла к сухопутным войскам, которые были высажены на Галлиполи. Вскоре флот перестал осуществлять поддержку Дарданелльской операции. После Галлиполийского сражения Де Робек был назначен командующим Средиземноморским флотом, а в 1917 году назначен командующим 2-й эскадрой королевских ВМС. 
После войны он служил в Константинополе. Оказывал посильную поддержку Белому делу на Юге России. В 1921 году награждён орденом Бани. С 1922 года командовал Атлантическим флотом.